# أطلسية (تشريح)
الفقرة الحاملة أو فقرة أطلس أو الأطلسية أو الفَهْقَةُ (بالإنجليزية: Atlas) هي أول فقرة عنقية مما يلي الرأس (ر1). وتسمى بالأطلس (بالإنجليزية: Atlas) تيمناً بصاحب الأسطورة الإغريقية أطلس والذي يحمل قبة السماء على رأسه، وذلك لأنها تحمل رأس الإنسان.
تتميز أولى فقار العنق بأنها لا جسم لها، إذ أن جسم هذه الفقرة مندمج مع الفقرة التي تليها و تُسمّى: المحور (بالإنجليزية: axis)، كما تتميز بأنها لا تملك ناتئاً شوكياً كما في باقي الفقرات، وإنما تملك حُديبة خلفية مكانها. أما بالنسبة لتشريح هذه الفقرة، فهي حلقية الشكل، ولها قوسان: قوس أمامية وأخرى خلفية. أما الأمامية، فتشكل مقدار الخُمس من الحلقة، وعليها من أمام حديبة أمامية، والتي ترتبط بها العضلات الطويلة الرقبية (بالإنجليزية: longus colli muscles)، وهذه القوس محدبة من الخارج، مقعرة من الداخل، ويحتوي سطحها الداخلي على وُجَيْه (بالإنجليزية: facet) يدعى نقرة الناتئ السني (بالإنجليزية: fovea dentis)، والذي يتصل مع الناتئ السني للمحور (بالإنجليزية: odontoid process of the axis). أما القوس الخلفية فتشكل خُمسي الحلقة، وتتصل في خلفها مع حديبة خلفية والتي تعتبر رديماً للناتئ الشوكي، ولها حجم ضئيل وذلك لئلا تعوق الحركة بين الفهقة والرأس. 
كما تحتوي الفهقة على كتلتين وحشيتين (جانبيتين) وهما أكثر الأجزاء صلابة وكثافة في هذا العظم، ولكل منهما وُجيهان (واحد أعلى وآخر أسفل)، أما الوُجيهان الأعليان فهما مقعران ومتجهان للأعلى، وإنسيًا (للداخل) وقليلاً للخلف، وهما متكيفتان لإيماء الرأس (هز الرأس). أما الوجيهان الأسفلان، فهما دائريان، مسطحان أو محدبان قليلاً، ويتمفصلان مع المحور أسفلهما، ليسمحا بالحركة الدائرية للرأس.

## الهيكل

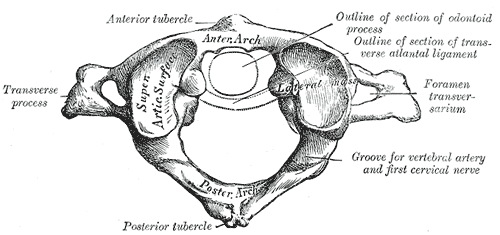
بنية الأطلس، أول فقرة عنقية

### القوس الأمامي
يشكل القوس الأمامي حوالي خمس الحلقة؛ سطحه الأمامي محدب، ويظهر في مركزه الدرنة الأمامية لربط ععضلات العضلة الطويلة الفكية والرباط الطولي الأمامي. في الخلف يكون مقعرًا، ويتميز بواجهة ناعمة أو بيضاوية أو دائرية (حفرة الأسنان) للتواصل مع العملية السنية (أوكار) للمحور.
ترتبط حدوده العلوية والسفلية بالغشاء القذالي الأمامي والرباط المحوري الأمامي الأطلسي على التوالي؛ حيث يربطه الأول بالعظم القذالي أعلاه، ويربطه الأخير بالمحور أدناه.

### القوس الخلفي

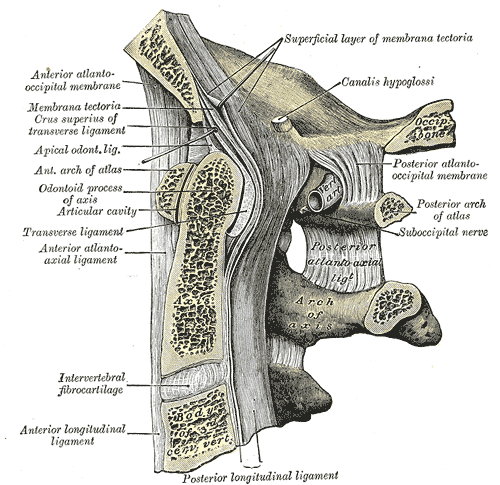
مقطع سهمي متوسط عبر العظم القذالي والفقرات العنقية الثلاث الأولى، يظهر الارتباطات الرباطية

يشكّل القوس الخلفي حوالي خُمسَي محيط الحلقة، وينتهي من الخلف عند الحديبة الخلفية، وهي بداية الناتئ الشوكي، وتنشأ منها عضلة الرأس الخلفي المستقيمة الصغيرة والرباط العنقي. ويمنع صغر حجم هذه الناتئ حدوث أي تداخل في الحركة بين عظمة الأطلس والجمجمة.
يظهر الجزء الخلفي من القوس فوق وخلف حافة مستديرة مخصصة لارتباط الغشاء الأطلسي القذالي الخلفي، وتقع خلف كل نتوء مفصلي علوي مباشرةً الثلمة الفقرية العلوية (التلم الشرياني الفقري). ويُعد هذا الثلم أخدودًا قد يتحول أحيانًا إلى ثقب عظمي نتيجة لتعظم الغشاء الأطلسي القذالي الخلفي، مكونًا نتوءًا عظميًا رقيقًا يتقوس للخلف من الطرف الخلفي للناتئ المفصلي العلوي. يُعرف هذا الشكل التشريحي بالثقبة المقوسة.
ينقل هذا الأخدود الشريان الفقري، الذي يصعد عبر الثقب في الناتئ المستعرض، ثم يلتف حول الكتلة الجانبية باتجاه خلفي ووسيط ليدخل  الدورة الفقرية القاعدية من خلال الثقب الكبير؛ كما ينقل أيضًا العصب تحت القذالي (العصب الشوكي الأول). 
وعلى السطح السفلي للقوس الخلفي، خلف الواجهات المفصلية السفلية، يوجد أخدودان ضحلان يُعرفان بالثلمَين الفقريين السفليين. ويتصل الحد السفلي بالقوس الخلفي مع الرباط الأطلنطي المحوري الخلفي الذي يربطه بعظمة المحور.